# Nymula hewitsoni
Nymula hewitsoni är en fjärilsart som beskrevs av Hans Rebel 1901. Nymula hewitsoni ingår i släktet Nymula och familjen Riodinidae. Inga underarter finns listade i Catalogue of Life.